# 楊文德 (臺灣)
楊文德（1959年—）是臺灣環保人士，致力於推動國際造林。曾就讀文化大學會計系、芝加哥大學會計研究所、南澳大學企管博士；畢業後曾任職勤業會計師事務所、德記洋行、美商亞培、華新麗華集團財務主管。

## 經歷
2002年始辭任在各大公司的職務，投身協助聯合國環境署的全球綠化工作中。現為臺灣喜馬拉雅自然文明保護協會理事長，國際百萬森林計劃在臺灣地區的首席代表，並曾擔任聯合國環境署亞太地區的協調負責人。楊文德博士10多年來最為著名的工作事蹟，包括帶領其團隊在新疆塔克拉瑪干沙漠中建立若干個新的植林區，綠洲及綠色走廊，最為著名的綠洲有樓蘭、羅布泊、塔中等地。
2010年，其協助號召全球多個國家及地區，在國際百萬森林劃的網絡下，推廣一百個城市及地區，種下百萬棵樹的全球項目，以響應「國際森林年」。